# リェヴィシャの生神女教会

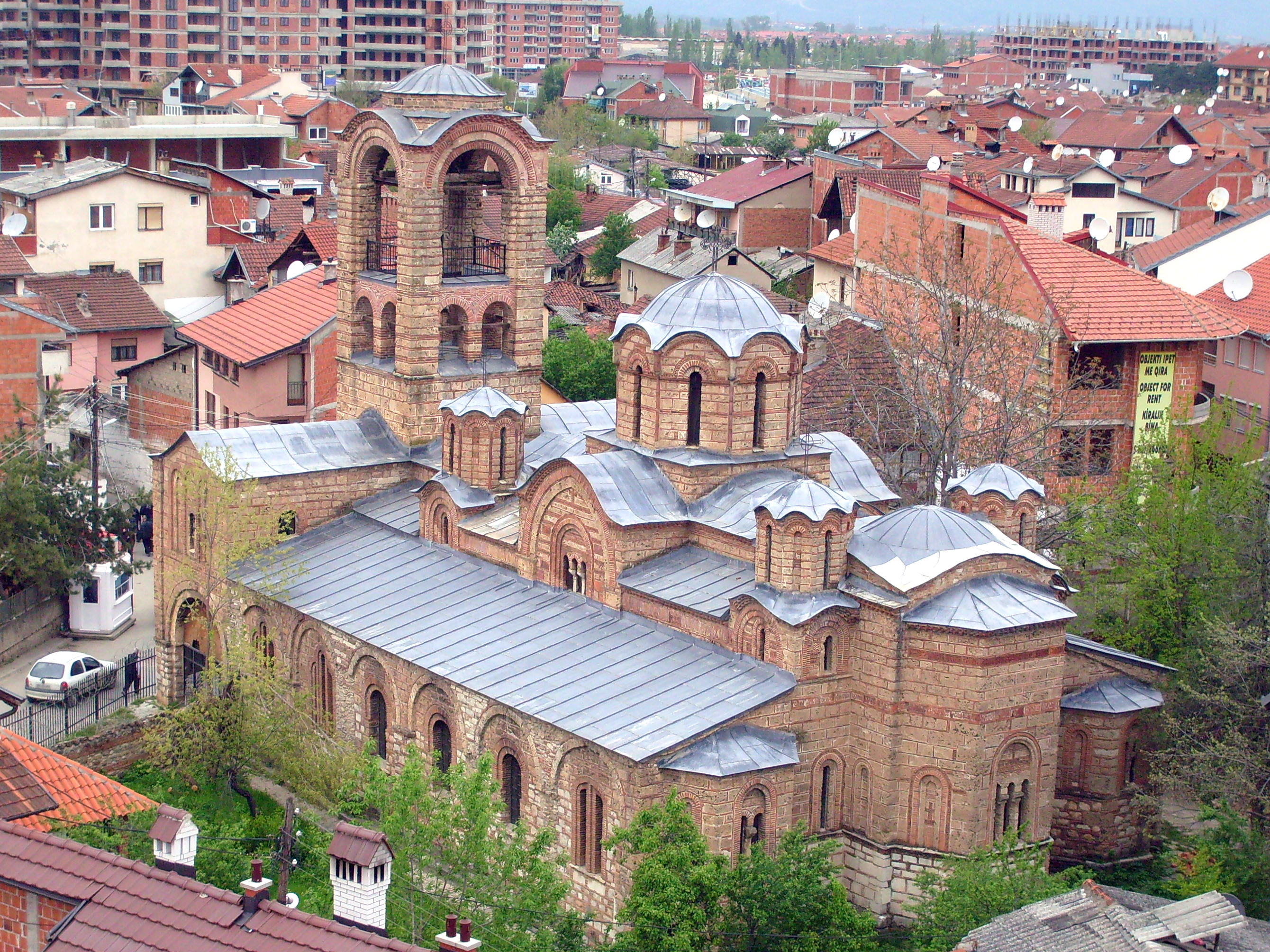
リェヴィシャの生神女教会（2010年）

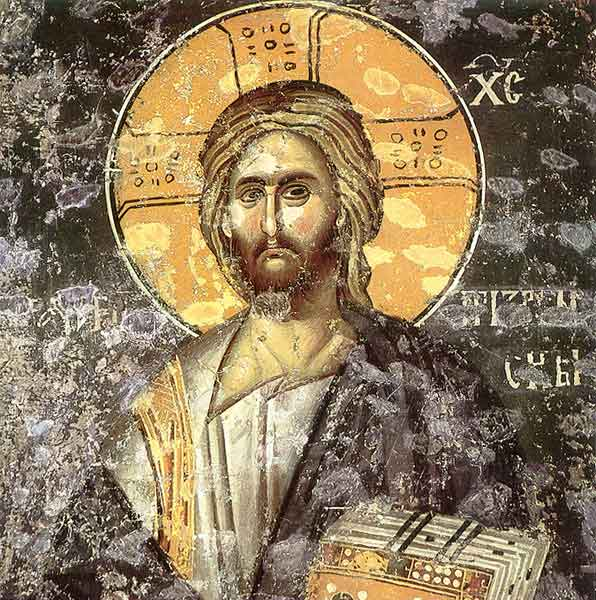
リェヴィシャの生神女教会にあるイイスス・ハリストスのフレスコ画イコン

リェヴィシャの生神女教会（-しょうしんじょきょうかい、Богородица Љевишка, Bogorodica Ljeviška）は、12世紀のセルビア正教会の聖堂である。コソボ自治州プリズレンにある。オスマン帝国の支配下でモスクに転用されたが、20世紀初頭にセルビア正教の聖堂に戻された。
この教会は、2006年6月13日に、世界遺産「デチャニ修道院」（2004年登録）が「コソボの中世建造物群」として拡大された際に、世界遺産リストに加えられた。同時に、他の物件とともに危機遺産リストにも加えられた。
1999年6月から2002年半ばまでは、この教会はKFORの兵士たちによって守られていた。しかし、2004年3月17日に、反セルビア人暴動が起こったときに、アルバニア系住民の過激派によって、この教会はひどく傷つけられた。欧州議会の支援を受けた専門家たちが被害状況の調査のために何度か訪れたが、具体的な措置は2007年9月現在ではとられていない。略奪も日常茶飯事で、鉛製の高価な屋根は何度も盗難に遭っている。